# Танец с незнакомцем
«Танец с незнакомцем» (англ. Dance with a Stranger) — британская драма, в основу которой легла подлинная биография Рут Эллис, последней женщины, повешенной в Великобритании в 1950-е годы.

## Сюжет
Трагическая история о невозможной любви, фоном для которой стал послевоенный Лондон, уже зализавший былые раны на своём теле, но не в душах людей. На одной из вечеринок, проходящих в борделе, его хозяйку, очаровательную Рут Эллис, её поклонник Десмонд знакомит со своим более молодым приятелем, Дэвидом Блейкли, эгоистичным красавцем, аристократом, плейбоем и автогонщиком. Она сразу же страстно влюбляется в него. Но они оба понимают бесперспективность вспыхнувших отношений, ибо представляют разные социальные слои. К тому же Рут — мать двоих детей, один из которых — десятилетний Энди — живёт с нею, этажом выше над её «салоном». Но страсть оказывается всепоглощающей; даже когда любовники расстаются, при каждой случайной (или неслучайной) встрече, они, поглощённые пламенем чувств, отдаются во власть плотских наслаждений. Но аристократ не останавливает свой выбор на одной возлюбленной. В отличие от неё, не желающей ни с кем его делить.
Развязка столь бурного романа может быть только одна.

## Актёрский состав
| В ролях           |  | Персонаж       |
| ----------------- |  | -------------- |
| Миранда Ричардсон |  | Рут Эллис      |
| Руперт Эверетт    |  | Дэвид Блейкли  |
| Иэн Холм          |  | Десмонд Кассен |
| Стрэтфорд Джонс   |  | Морри Конлей   |
| Джоанн Уолли      |  | Кристин        |
| Том Чедбон        |  | Энтони         |

## Музыка
Рефреном через весь фильм проходит музыкальная тема «Would You Dance with a Stranger», исполненная специально для фильма популярной певицей Мэри Уилсон.